# Dicranota tashepa
Dicranota (Rhaphidolabis) tashepa là một loài ruồi trong họ Pediciidae. Chúng phân bố ở vùng Indomalaya.